# دبلیوای‌اس‌پی-۱۰
دبلیوای‌اس‌پی-۱۰ یک ستاره است که در صورت فلکی اسب بالدار قرار دارد.